# Henry Ansbacher
Henry Lloyd Ansbacher (* 9. Mai 1970) ist ein US-amerikanischer Filmproduzent von Dokumentarfilmen.

## Leben
Ansbacher ist der Sohn des 2010 verstorbenen amerikanischen Dirigenten Charles Ansbacher. Im November 1992 beendete Ansbacher sein Bachelor-Studium in Englisch am Colorado College und studierte anschließend Psychologie an der University of Denver, was er mit einem Master of Science abschloss. Im Jahr 2000 gründete Ansbacher die Filme produzierende Non-Profit-Organisation Just Media, der er heute als Executive-Direktor vorsteht. Mit seinem befreundeten früheren Kommilitonen des gleichen Bachelor-Jahrgangs, Daniel Junge, produzierte er 2002 den Basketball-Dokumentarfilm Chiefs (deutsch Häuptlinge). Junge führte Regie bei dem Film, der Jungen im High-School-Alter aus einem Indianerreservat in Wyoming, insbesondere der Indianerstämme Nördliche Arapaho und Östliche Shoshonen, zeigt, wie sie auf dem Basketballfeld und im übrigen Leben zu kämpfen haben. Auf diese Weise nutzten Ansbacher und Junge den Basketballsport als Vehikel, um zu zeigen, was es bedeutet, als indigener Amerikaner um die Jahrtausendwende in den USA aufzuwachsen. Für Chiefs wurden die beiden Filmemacher auf dem Tribeca Film Festival mit dem Preis für den Besten Dokumentarfilm ausgezeichnet. Der Preis öffnete viele Türen, vereinfachte den Zugriff auf Finanztöpfe bei zukünftigen Filmprojekten und ermöglichte Henry Ansbacher so, weitere Dokumentarfilme zu produzieren.
Mit Junge als Regisseur produzierte Ansbacher 2007 die Dokumentation Iron Ladies of Liberia über das erste frei gewählte weibliche Staatsoberhaupt von Liberia, Ellen Johnson Sirleaf. Der Kontakt kam zustande, weil sich die spätere Friedensnobelpreisträgerin Sirleaf in ihrer Zeit an der Harvard-Universität mit der Familie Ansbacher angefreundet hatte. Für den Film begleiteten Junge und Ansbacher die Präsidentin von ihrer Inauguration im November 2005 über das erste Jahr, mit 16 Wochen Filmzeit. Ansbacher gelang es, für den Film finanzielle Mittel von der BBC, dem Öffentlichen Rundfunk von Südafrika, PBS und dem Sundance Fund zu erlangen.
Für The Last Campaign of Governor Booth Gardner war er bei der Oscarverleihung 2010 in der Kategorie bester Dokumentar-Kurzfilm nominiert.
2015 startete Ansbacher zusammen mit Denise Soler Cox das Community-basierte Projekt Being ñ. In diesem Project Enye (Enye als Wort für ñ) genannten Unterfangen geht es darum, die Lebenswirklichkeiten der erste Generation von Neu-Amerikanern mit hispanischen Wurzeln zu zeigen. Ansbacher, dessen Großvater der von Deutschland nach Vermont ausgewanderte Psychologe Heinz Ludwig Ansbacher war, ist selbst Amerikaner zweiter Generation, sodass für ihn das Projekt Enye zu einer Auseinandersetzung mit der Lebenswirklichkeit seines Vaters führte.
Ansbacher ist der Stiefsohn von Swanee Hunt. Mit seiner Frau Karma, mit der er in Denver, Colorado, lebt, bekam er im Jahr 2000 Zwillinge (ein Junge, ein Mädchen) und nach 2002 ein weiteres Mädchen.

## Filmografie (Auswahl)
Als Produzent
- 2002: Chiefs
- 2003: We are Phamaly
- 2005: Big Blue Bear
- 2007: Iron Ladies of Liberia
- 2008: Wesley Willis's Joyrides
- 2008: They Killed Sister Dorothy
- 2008: Come Back to Sudan
- 2009: The Last Campaign of Governor Booth Gardner
- 2013: American Mustang
- 2015: Being ñ